# East Koochiching (Minnesota)
East Koochiching es un territorio no organizado ubicado en el condado de Koochiching en el estado estadounidense de Minnesota. En el Censo de 2010 tenía una población de 355 habitantes y una densidad poblacional de 0,35 personas por km².

## Geografía
East Koochiching se encuentra ubicado en las coordenadas 48°16′30″N 93°21′43″O / 48.27500, -93.36194. Según la Oficina del Censo de los Estados Unidos, East Koochiching tiene una superficie total de 1000.83 km², de la cual 999.03 km² corresponden a tierra firme y (0.18%) 1.79 km² es agua.

## Demografía
Según el censo de 2010, había 355 personas residiendo en East Koochiching. La densidad de población era de 0,35 hab./km². De los 355 habitantes, East Koochiching estaba compuesto por el 99.15% blancos, el 0% eran afroamericanos, el 0% eran amerindios, el 0.56% eran asiáticos, el 0% eran isleños del Pacífico, el 0% eran de otras razas y el 0.28% pertenecían a dos o más razas. Del total de la población el 1.41% eran hispanos o latinos de cualquier raza.